# Arash T. Riahi

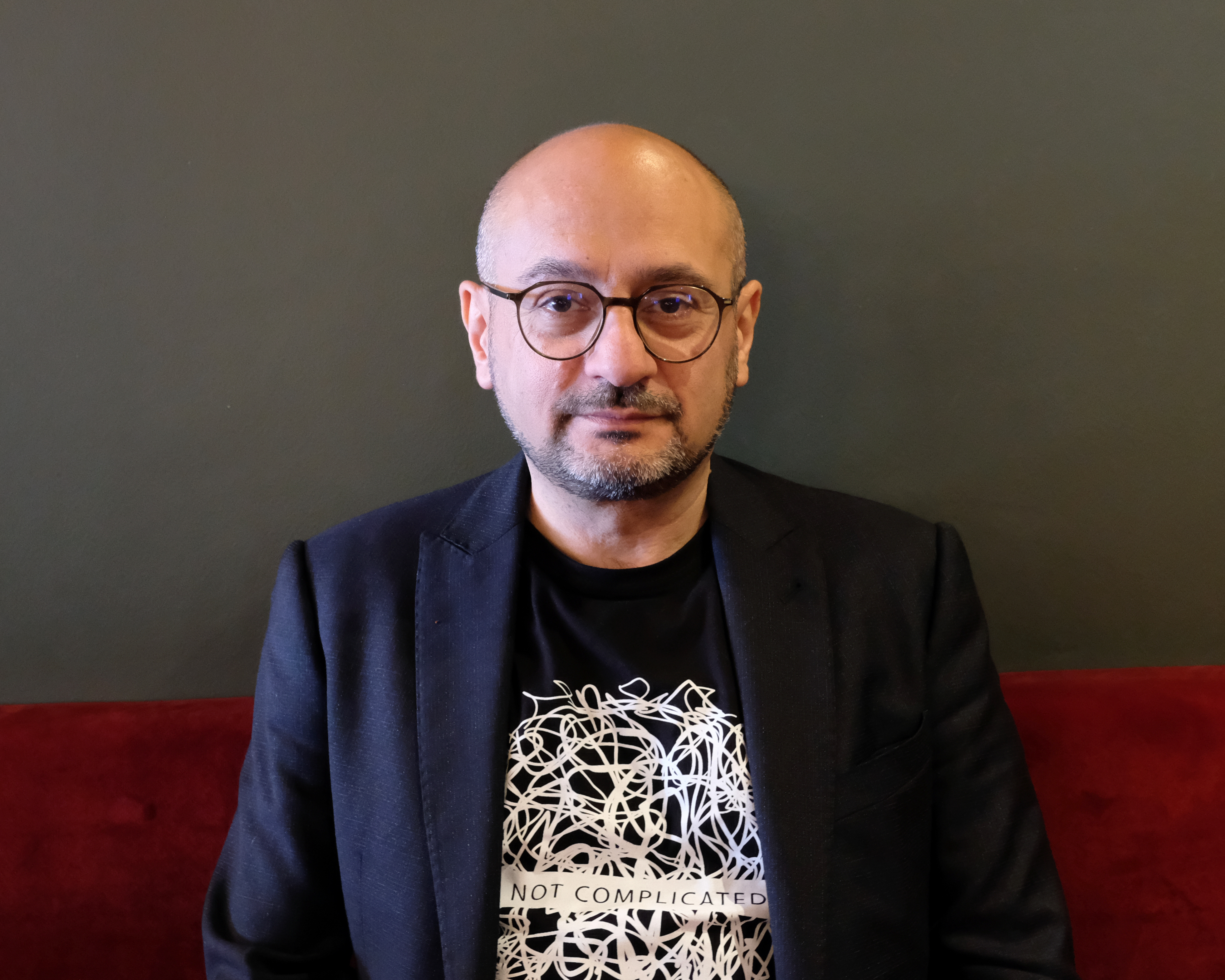
Arash T. Riahi (2025)

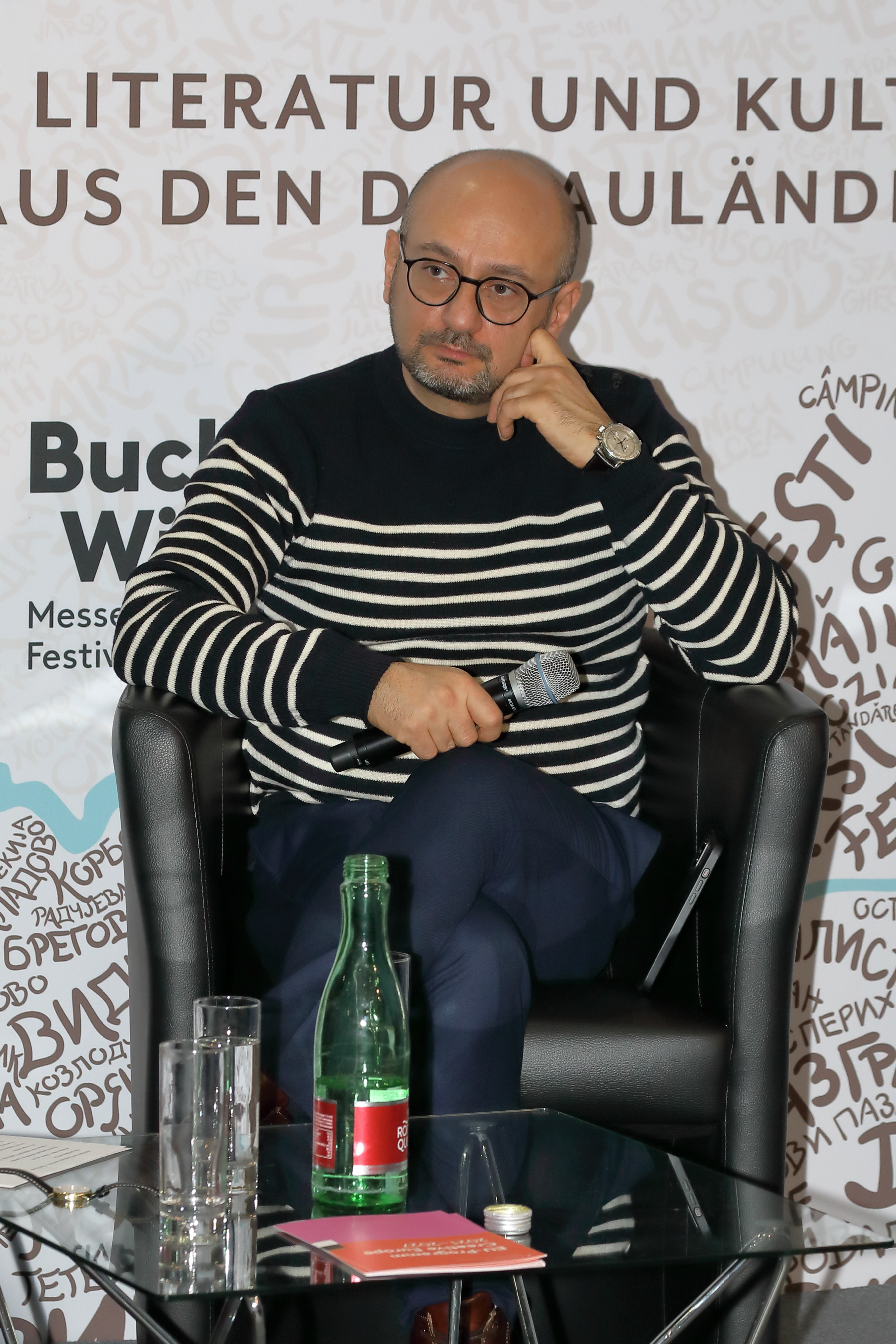
Arash T. Riahi auf der Buch Wien 2022

Arash T. Riahi (anhörenⓘ; * 22. August 1972 im Iran) ist ein österreichischer Filmregisseur, Drehbuchautor und Filmproduzent iranischer Herkunft.

## Leben und Wirken
Arash Riahi kam um 1983/84 durch die Flucht seiner Eltern mit seinem Bruder Arman T. Riahi aus dem Iran nach Österreich. Da sein Vater als linksintellektueller Schah-Gegner verfolgt wurde, besuchte Riahi die letzten Jahre im Iran nicht mehr die Schule. Stattdessen ging er häufig mit seinem Vater ins Kino. „Vielleicht rührt daher meine große Begeisterung für den Film.“ Noch während seiner Schulzeit machte er erste Kurzfilmversuche. 1993 absolvierte er die Matura am Realgymnasium Schottenbastei in Wien und studierte danach Film- und Geisteswissenschaften. Von 1995 bis 2002 war er freier Mitarbeiter des ORF und konzentrierte sich auf Dokumentationen, Musikvideos und Werbefilme. Als Videokünstler und Experimentalfilmer, als der er sich in dieser Zeit für die Sendung kunst-stücke betätigte, nannte er sich ARASH.
1998 gründete er gemeinsam mit Geza Horvat, Kristian Davidek und Raphael Barth die Film und Medienproduktionsfirma „Golden Girls Filmproduktion“. Neben Kurzfilmen, Werbespots und Musikvideos entstanden bisher zahlreiche Fernsehdokumentationen sowie drei Kinodokumentarfilme, darunter Exile Family Movie, worin Riahi seine politisch heterogene und geographisch weit versprengte Großfamilie porträtiert. Arash T. Riahis Spielfilmdebüt Ein Augenblick Freiheit wurde 2008 unter anderem mit dem Wiener Filmpreis ausgezeichnet.
Im November 2021 übernahm Arash T. Riahi zusammen mit der Schauspielerin Verena Altenberger die Präsidentschaft der Akademie des Österreichischen Films von ihrem langjährigen Vorgänger-Duo Stefan Ruzowitzky und Ursula Strauss.

## Filmografie
- 1992: Der Junge und die seltsame Wirklichkeit, Kurzfilm, 9 Min.
- 1995: Bits and Pieces, Experimentalfilm, 4,5 Min.
- 1999: Reformel, Experimentalfilm, 11 Min.
- 1999: Eclipsa-Nam ce face – Soll die Welt doch untergehen, Kinodokumentarfilm, 74 Min.
- 2001: Die Unmöglichkeit, Kurzfilm, 9 Min.
- 2004: Die Souvenirs des Herrn X (The Souvenirs of Mr. X), Kinodokumentarfilm, 98 Min.
- 2005: Mississippi, Experimentalfilm, 6 Min.
- 2006: Exile Family Movie, Kinodokumentarfilm, 94 Min.
- 2008: Ein Augenblick Freiheit
- 2013: Everyday Rebellion, Kinodokumentarfilm, mit Arman T. Riahi, 110 Min.
- 2015: Einer von uns (Produktion)
- 2016: Die Einsiedler (Produktion)
- 2017: Die Migrantigen (Produktion)
- 2018: Cops (Produktion)
- 2020: Ein bisschen bleiben wir noch (Regie, Drehbuch)
- 2020: Fuchs im Bau (Produktion)
- 2021: Sargnagel – Der Film (Produktion)
- 2022: Eismayer (Produktion)
- 2022: Schrille Nacht (Fernsehfilm)
- 2023: Landkrimi – Dunkle Wasser (Fernsehreihe)
- 2025: Wie man normal ist und die Merkwürdigkeiten der anderen Welt (How to Be Normal and the Oddness of the Other World)
- 2025: Perla
- 2025: Girls & Gods, Kinodokumentarfilm mit Inna Schewtschenko, 104 Min., (Co-Regie mit Verena Soltiz)

## Auszeichnungen
Everyday Rebellion
- B3 BEN Award „Transmedial“ der B3 Biennale des bewegten Bildes 2013

Mississippi:
- Visual Pleasure Award / Animateka Festival / Ljubljana 2005
- Preis für best script/Idea beim Filmfestival Fantoche / Schweiz 2005
- Goldene Taube für besten Animationsfilm Filmfestival Leipzig 2005
- Best Experimentalfilm Melbourne Filmfestival 2006
- Most Surprising Film Odense Filmfestival 2006
- Hauptpreis Experimentalfilmfestival Videoex 2006/Schweiz
- Hauptpreis 16. Internationales Videofestival Bochum 2006

Exile Family Movie:
- Goldene Taube für den besten Dokumentarfilm auf dem Filmfestival Leipzig 2006
- FIPRESCI-Preis der internationalen Filmkritikervereinigung, Leipzig Filmfestival 2006
- Großer Diagonale Preis für den besten Dokumentarfilm 2006
- 2nd best midlength documentary Ecofilms Filmfestival Rhodos 2006
- Silver Hugo for best documentary Chicago Filmfestival 2006
- Max-Ophüls-Preis 2007 (Dokumentarfilmpreis)
- Interfilmpreis des Max Ophüls Festivals 2007

Ein Augenblick Freiheit:
- der Film erhielt bislang 12 Auszeichnungen, darunter:
  - Lobende Erwähnung, Carl Mayer Drehbuchwettbewerb 2003 für das Spielfilmdrehbuch
  - Golden Zenith für das beste Spielfilmdebüt, Montreal World Film Festival 2008
  - Wiener Filmpreis, Viennale 2008
  - Fliegender Ochse, Filmkunstfest Mecklenburg-Vorpommern 2009

Ein bisschen bleiben wir noch:
- Romy in den Kategorien Bester Film Kino, Bestes Buch Kino und Beste Regie Kino[5]

weitere Auszeichnungen:
- Preis Innovatives Kino Diagonale 2001 für Medienarbeit vom Verein ECHO für die Dokumentation Die Jugendlichen vom Kardinal Nagl Platz
- Goldene Venus für Bester TV-Werbespot 2001 für den Werbespot U-Boot Meaning of Life
- Silberne Venus in der Kategorie beste österreichische Kinowerbung 2002 für den Werbespot Alphaville Videostore
- Silver Plaque Award für besten Dokumentarfilm beim Chicago Filmfestival 2004 für Die Souvenirs des Herrn X
- NDR-Regiepreis, Filmkunstfest Mecklenburg-Vorpommern 2009, gestiftet vom Norddeutschen Rundfunk
- Diagonale 2016 – Publikumspreis für Kinders (gemeinsam mit Arman T. Riahi)